# Harmanda instructa
Harmanda instructa is een hooiwagen uit de familie Sclerosomatidae.